# Sergijewsk
Sergijewsk (russisch Се́ргиевск) ist ein Dorf (selo) und ehemalige Stadt in der Oblast Samara (Russland) mit 8661 Einwohnern (Stand 14. Oktober 2010).

## Geographie
Der Ort liegt etwa 100 Kilometer Luftlinie nordöstlich des Oblastverwaltungszentrums Samara am rechten Ufer des linken Wolga-Nebenflusses Sok, etwas unterhalb der Einmündung des linken Zuflusses Surgut.
Sergijewsk ist Verwaltungszentrum des nach ihm benannten Rajons Sergijewski sowie der gleichnamigen Landgemeinde (selskoje posselenije), zu der außerdem die drei Dörfer Borowka (12 km nordöstlich), Studjony Kljutsch (10 km westlich) und Uspenka (10 km nordwestlich) sowie die vier Siedlungen (possjolok) Gluboki (7 km nordöstlich), Michailowka (13 km nördlich), Rogatka (5 km nordöstlich) und Rybopitomnik (10 km westsüdwestlich) gehören.

## Geschichte
Der Ort geht auf eine 1703 unweit der damaligen Südostgrenze des Russischen Reiches zu den innerasiatischen Steppengebieten errichtete Festung als Teil der „Neuen“ oder „Zweiten Trans-Kama-Linie“ (Nowo-Sakamskaja oder Wtoraja Sakamskaja linija) zurück. Die Bezeichnung der Festung (Sergijewskaja krepost) und damit der heutige Ortsname bezieht sich auf den Heiligen Sergius von Radonesch.
Mit der Verschiebung der Grenze nach Südosten verlor die Festung bereits in den 1730er-Jahren ihre militärische Bedeutung. Die bei der Festung entstandene Ansiedlung wurde 1782 Verwaltungssitz eines Ujesds der Oblast Orenburg innerhalb der Statthalterschaft Ufa und erhielt als solcher die Stadtrechte. Bereits 1784 wurde der Ujesd wieder aufgelöst und dem Ujesd Buguruslan der Oblast Ufa angeschlossen, aus der 1796 das Gouvernement Ufa hervorging; Sergijewsk besaß dort den Status einer Stadt ohne Verwaltungsfunktion (saschtatny gorod). 1851 kam der Ort mit dem Ujesd zum neugebildeten Gouvernement Samara, nun mit dem Status einer „Vorstadt“  (prigorod) und in Folge als Sitz einer Wolost.
Mit Einführung der Rajongliederung wurde Sergijewsk – spätestens ab diesem Zeitpunkt mit dem Status eines Dorfes – am 16. Juli 1928 Verwaltungssitz eines nach ihm benannten Rajons, zunächst innerhalb des Okrugs Buguruslan der Oblast Mittlere Wolga (Sredne-Wolschskaja oblast), aus der nach mehreren administrativen Umgestaltungen und Umbenennungen 1936 die Oblast Kuibyschew als direkter Vorläufer der heutigen Oblast Samara hervorging.

### Bevölkerungsentwicklung
| Jahr | Einwohner |
| ---- | --------- |
| 1897 | 3057      |
| 1939 | 5108      |
| 1959 | 5967      |
| 1970 | 6770      |
| 1979 | 7930      |
| 1989 | 8367      |
| 2002 | 8282      |
| 2010 | 8661      |

Anmerkung: Volkszählungsdaten

## Verkehr
Sergijewsk ist über die Regionalstraße 36K-544 mit der etwa acht Kilometer südöstlich, bei der Siedlung städtischen Typs Suchodol  vorbeiführenden föderalen Fernstraße M5 Ural (Moskau – Samara – Tscheljabinsk) verbunden. Eine westliche Umgehungsstraße um den Ort trägt die Nummer 36K-560, die Weiterführung in das nördlich benachbarte Rajonzentrum Tschelno-Werschiny die Nummer 36K-520.
Gut zwei Kilometer südöstlich des Ortes am gegenüberliegenden Ufer des Sok befindet sich beim Dorf Surgut die Bahnstation Sernyje Wody II als Endpunkt einer 86 km langen Nebenstrecke von Krotowka an der Strecke (Moskau –) Samara – Ufa – Tscheljabinsk –  Omsk. Die Nebenstrecke wurde 1896 als Schmalspurbahn (Spurweite 1000 mm) eröffnet und in den 1920er-Jahren auf Breitspur umgebaut. 1996 wurde der Personenverkehr eingestellt; die nächstgelegenen Bahnstationen mit Personenverkehr befinden sich seither jeweils über 50 km entfernt südöstlich in Kinel-Tscherkassy (Stationsname Tolkai) ebenfalls an der Strecke Samara – Omsk sowie nördlich in Tschelno-Werschiny (Stationsname Tschelna) an der Strecke Uljanowsk – Tschischmy (– Ufa).

## Persönlichkeiten
- Ekaterina Kalugina (* 1993), russische Profitänzerin